# とさぴか
とさぴかは、高知県の県育成品種の早期米。高知県農業技術センターで開発された。

## 概要
- 長所は早期栽培型の極早生で低たんぱく質、収穫量が多い。
- 短所は寒さに弱い、紋枯病にかかりやすい、苗代への感応性が弱い。
- 平成13年には310トンの生産しかない（県内総生産は63,000トン）。
- 登録番号 第9300号（登録年月日 2001年10月12日）[1]。